# Самрекло
Самрекло (груз. სამრეკლო;, до 30 августа 2011 — Джапаридзе) — село в Грузии. Находится в восточной Грузии, в Дедоплискаройском муниципалитете края Кахетия. Расположено на Ширакской равнине, на высоте 810 метров над уровнем моря. От города Дедоплис-Цкаро располагается в 2 километрах. По результатам переписи 2014 года в селе проживало 1786 человека. Самрекло относится к Хорнабуджской и Эретской епархии Грузинской православной церкви.

## История
В 1900 году около 200 переселенцев из Кубанской области поселились на свободных землях в местности Мелари Сигнахского уезда Тифлисской губернии. В первый же год поселение поразила малярия, несколько десятков жителей умерло, остальные покинули посёлок и были приняты в штаб-квартире Тверского полка в Царских Колодцах. При деятельном участии офицеров Тверского полка и при попечительстве генерал-губернатора губернии И. Н. Свечина, переселенцам был выделен новый участок вблизи штаб-квартиры, на котором ими был образован новый посёлок, названный в честь генерал-губернатора Свечино.

## Население
По данным на 1908 г. в селе Свечино проживало 1023 человека, основное население русские.